# 平和安定化部隊

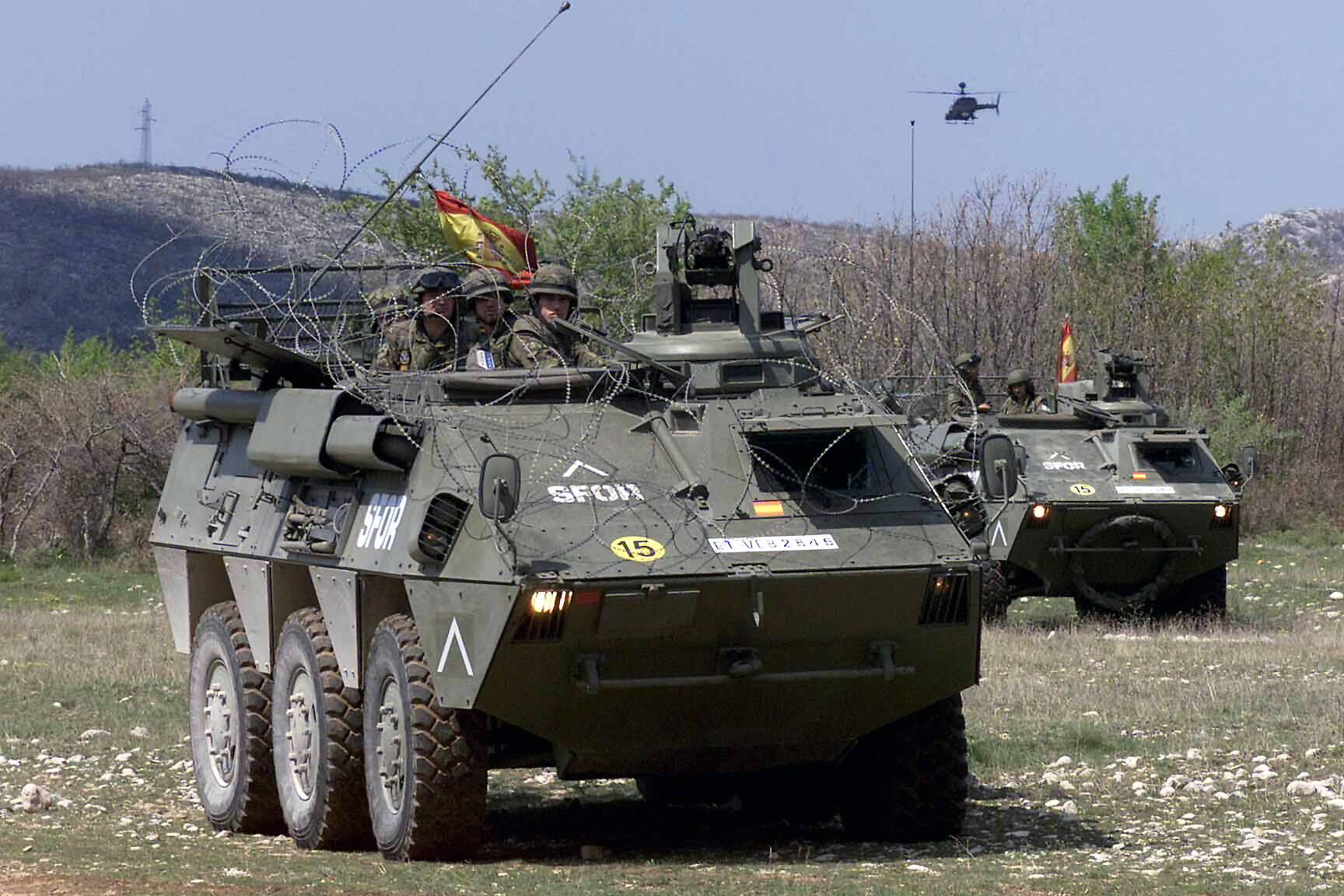
SFORの活動に従事するスペイン軍

平和安定化部隊（へいわあんていかぶたい Stabilisation Force, SFOR）とは、東ヨーロッパ・旧ユーゴスラヴィアのボスニア・ヘルツェゴビナに展開していた平和維持部隊。
1995年のボスニア・ヘルツェゴビナ紛争終結のためのデイトン合意に基づき設置された和平履行部隊(IFOR)の任務を引き継ぐものである。北大西洋条約機構(NATO)を中心に1996年に創設された。多国籍部隊であり、のべ37ヶ国が参加している。部隊の目的はボスニア・ヘルツェゴビナにおいて、軍事力を行使し兵力引き離し・停戦監視および治安維持活動を実施することにある。
IFORの活動期限は1995年12月から1996年12月までの1年間であった。IFORは成果を挙げたが、引き続き軍の駐留必要性が認められ、安保理決議1088によりSFORが編成された。SFORは非NATO諸国も参加しているが、NATO指揮機構下にあり、指揮官は各国の持ち回りであった。
編成当初兵力は約3万人であり、IFORの6万人と比較し削減されており、2004年までに7千人となった。2004年12月からは欧州連合指揮下の欧州連合部隊 アルテア(EUFOR Althea)に任務を譲り、SFORは解散した。

## 参加国

### NATO加盟の参加国
- ベルギー
- ブルガリア
- カナダ
- チェコ
- デンマーク
- エストニア
- フランス
- ドイツ
- ギリシャ
- ハンガリー
- アイスランド
- イタリア
- ラトビア
- リトアニア
- オランダ
- ノルウェー
- ポーランド
- ポルトガル
- ルーマニア
- スペイン
- スロバキア
- スロベニア
- トルコ
- イギリス
- アメリカ
- ルクセンブルク

### NATO未加盟の参加国
- オーストラリア
- アルバニア
- オーストリア
- アルゼンチン
- アイルランド
- マレーシア
- モロッコ
- ニュージーランド
- ロシア
- スウェーデン
- ウクライナ